# Aetheolineus pulcherrimus
Aetheolineus pulcherrimus är en djurart som tillhör fylumet slemmaskar, och som beskrevs av Senz 1993. Aetheolineus pulcherrimus ingår i släktet Aetheolineus och familjen Lineidae. Inga underarter finns listade i Catalogue of Life.